# إينا بويل
إينا بويل (بالإنجليزية: Ina Boyle)‏ هي ملحنة أيرلندية، ولدت في 8 مارس 1889 في Enniskerry ‏ في جمهورية أيرلندا، وتوفيت في 10 مارس 1967 في Greystones ‏ في جمهورية أيرلندا بسبب سرطان.

## وصلات خارجية
- إينا بويل على موقع أوليمبيديا (الإنجليزية)
- إينا بويل على موقع ميوزك برينز (الإنجليزية)